# Phyllodactylus barringtonensis
Phyllodactylus barringtonensis este o specie de șopârle din genul Phyllodactylus, familia Gekkonidae, descrisă de Van Denburgh în anul 1912. Conform Catalogue of Life specia Phyllodactylus barringtonensis nu are subspecii cunoscute.